# Liste der Monuments historiques in Castelmoron-d’Albret
Die Liste der Monuments historiques in Castelmoron-d’Albret führt die Monuments historiques in der französischen Gemeinde Castelmoron-d’Albret auf.

## Liste der Objekte
| Bezeichnung                | Beschreibung                  | Standort                                      | Kennzeichnung | Schutzstatus | Datum | Bild |
| -------------------------- | ----------------------------- | --------------------------------------------- | ------------- | ------------ | ----- | ---- |
| Skulptur Christus am Kreuz | Holz, bemalt, 18. Jahrhundert | in der Kirche Ste-Catharine-Notre-Dame (Lage) | PM33001588    | Inscrit      | 1986  |      |
| Skulptur Christus am Kreuz | Holz, 18. Jahrhundert         | in der Kirche Ste-Catharine-Notre-Dame (Lage) | PM33001263    | Inscrit      | 1975  |      |